# Закшево (Вонґровецький повіт)
Закшево (пол. Zakrzewo) — село в Польщі, у гміні Месцисько Вонґровецького повіту Великопольського воєводства.
Населення — 116 осіб (2011).
У 1975-1998 роках село належало до Познанського воєводства.

## Демографія
Демографічна структура станом на 31 березня 2011 року:
|          | Загалом | Допрацездатний вік | Працездатний вік | Постпрацездатний вік |
| -------- | ------- | ------------------ | ---------------- | -------------------- |
| Чоловіки | 68      | 12                 | 50               | 6                    |
| Жінки    | 48      | 10                 | 27               | 11                   |
| Разом    | 116     | 22                 | 77               | 17                   |